# Побег (телесериал, 2010)
«Побег» — адаптированная российская версия американского сериала «Побег».
Показывался на Первом канале российского телевидения в 2010—2012 годах.

## Сюжет

### 1 сезон
Два брата, Кирилл и Алексей — в прошлом воспитанники детдома; отец бросил в детстве, а мать вскоре умерла. Старший брат, Кирилл Панин, как может, опекает младшего брата, Алексея Чернова. Будучи выпускником ПТУ, он хочет устроить судьбу брата и, одолжив $ 25 000, под видом наследства от отца оплачивает учёбу брата в Бауманке. На фоне общих проблем в жизни — нестабильной семейной жизнью и потерей работы — Панина заставляют убить «одного из других должников», на самом деле оказавшегося Министром финансов России Андреем Маценко.
В результате умелых действий организаторов убийства, желающих избавиться от Кирилла,  Государственная Дума РФ идёт на отмену моратория на смертную казнь по статьям «педофилия» и «терроризм», и Кирилла Панина приговаривают к смертной казни путем введения смертельной инъекции.
Алексей Чернов сперва теряет веру в невиновность брата, но после встречи с адвокатом Светланой Дунаевой намерен вытащить брата из этой тюрьмы, так как понимает, что тот не совершал преступления.
И судьба преподносит ему неожиданный подарок — строительная компания, в которой он занимает должность инженера, проводила ремонт ИТУ № 24, в которой содержат Кирилла. Таким образом Алексей получает доступ к планам тюрьмы, которые он в виде татуировки накалывает на своё тело. Чтобы попасть в тюрьму, в которой сидит его брат, он намеренно совершает ограбление банка. Имея в голове гениальный план и выстраивая отношения с другими заключёнными, он хочет спасти своего брата.
По ходу сериала выясняется, что целью преступной инсценировки убийства Министра финансов Маценко, место которого в правительстве занимает его гражданская жена Кочеткова (которая сотрудничает с некой международной преступной группой на территории России, действующей при помощи агентов ОСО), является заговор, целью которого является продвижение своего кандидата на пост Президента России с одновременным устранением противников и нежелательных свидетелей заговора.

#### Итог сезона
По итогам первого сезона:
- Алексею и Кириллу, а также ещё нескольким заключённым удаётся совершить побег из тюрьмы, но заранее организованный план проваливается;
- На политической сцене происходит рокировка — вместо Каратаева на пост Президента России собирается баллотироваться министр финансов Кочеткова, которая по-прежнему считает Панина угрозой.

### 2 сезон
Начало второго сезона — своеобразное продолжение конца первого сезона. Беглецы бегут, а майор Беленко с охраной пытаются догнать их. В это же время к поискам беглецов присоединяется ОСО — Отдел спецопераций — во главе с неким Александром Маканиным — профессиональной ищейкой; Чернов быстро это понимает.
Кочеткова получает в своё распоряжение Лаптандера, нового «липового» агента спецслужб, работающего на ещё одного человека, который желает посадить на президентский «трон» России свою новую марионетку. Светлана находит Маценко в доме, где он содержался по приказу Кочетковой, и пытается убедить его дать показания в пользу Кирилла Панина, но там её убивают.
«Логопед», который в конце первого сезона лишился правой руки, находит ветеринара, которого заставляет пришить ему руку без наркоза, а затем убивает его. Беглецы разделяются, но у них всех, кроме «Кобы», одна цель — добыть алмазы, про которые им рассказал перед смертью Соломон Фридман — они находятся в Краснодарском крае у некоего Столярова.
Кирилл и Алексей отправляются на помощь к сыну Кирилла Максиму, который находится в тюрьме. Во время суда Алексей и Кирилл пытаются вызволить Максима, однако Маканин мешает им это сделать. Друг «Кобы» Ваха, дабы избежать большого тюремного срока сдал Кобахидзе Маканину, последний застаёт его врасплох и убивает. «Налим» пытается вернуть свою жену и узнаёт, что она уезжает с другим в ЗАГС, но по дороге туда «Налим» становится участником ДТП, в ходе которого ранена девушка. «Налим» спасает её.
Беленко и бывший охранник Сычёв благодаря Шамраю узнают, что Чернов и Панин уехали за алмазами, и находят братьев благодаря гражданской жене Чернова. Соболева после тяжёлого алкогольного отравления выходит из больницы и вступает в клуб анонимных алкоголиков, в который по поручению Кочетковой вступает и Галдаев. Вскоре все бежавшие (кроме мёртвого «Кобы» и «Комара») доходят до алмазов. Они находятся в аэроклубе «Карат», который построил Столяров. По наводкам, который оставил ныне покойный Столяров Соломону Фридману, беглецы находят алмазы. «Налим» и Чернов забирают сумку, однако к этому времени их опережает «Логопед» — он подменил сумку с деньгами и алмазами на сумку с журналами.
Маканин находит Пичугу и рассказывает ему причину его странного поведения — у Маканина был друг Борис Шестаков, который впоследствии стал серийным убийцей. Маканину не удавалось его поймать, так как тот всегда опережал его на шаг. Маканину стали сниться жертвы Шестакова, и он подсел на таблетки, без которых ему тяжело жить. Сразу после этого Маканин убивает Пичугу. Но на самом деле до перехода Маканина в ОСО он подставил Шестакова и убил его, а его тело закопал во дворе своего дома и поставил на этом месте собачью будку. Узнав об этом, Чернов шантажирует Маканина, после чего также происходит покушение на Надежду, но Чернов спасает её. Они отыскивают катер, «Налим» и Чернов забирают деньги у «Логопеда», и после Алексей выкупает яхту, а «Налим» теряет сознание на руках у Раи, так как в борьбе с «Логопедом» получил ножевое ранение. «Налим» и Рая не могут найти яхту, на которой должны уплыть в Крым и далее в Турцию.
Остальные готовятся отплыть, как подходит Лаптандер и готовится всех убить, однако Надя стреляет и убивает его. У Нади начинается психоз, она бежит из яхты на землю, остальные уплывают. Спецназ окружает Надю, на помощь ей приходит Алексей; остальные, увидев это, разворачивают яхту и берут курс на берег.

#### Итог сезона
По итогам второго сезона:
- Надя и Алексей схвачены спецназовцами на причале в результате случайного стечения обстоятельств; остальные, разворачиваясь, берут курс на берег. «Логопед», Беленко и Маканин арестованы, «Цыган» освобождён, «Налим» очень серьёзно ранен ножом и его жизнь под угрозой, Коба и Лаптандер убиты.
- Кочеткова снимает кандидатуру на пост Президента России, операция по её выдвижению сворачивается.

### 3 сезон (отменён)
Алексея берут под стражу и препровождают в исправительное учреждение особого режима «Чёрный лебедь». Чтобы вновь обрести свободу, Чернову необходимо разработать новый план побега и взять с собой «попутчика», которого ему следует доставить руководству могущественной тайной организации. В сложившихся обстоятельствах Кирилл и Алексей поменялись ролями: теперь уже перед старшим братом стоит непростая задача вызволить из тюрьмы младшего. В тюрьме также сидят враги Чернова: Маканин, Логопед и Беленко. В основу сценария сериала «Побег. Третий сезон» положены события третьего сезона американского сериала «Побег» (Prison Break), в котором действие происходит в тюрьме "Сона". Название тюрьмы «Чёрный лебедь» образовано от неофициальных наименований двух российских исправительных учреждений, которые известны особой строгостью режима содержания заключённых – «Белый лебедь» (исправительная колония особого режима ФКУ ИК-2 ГУФСИН России по Пермскому краю, расположенная в Соликамске) и «Чёрный дельфин» (колония для пожизненно осуждённых ФКУ ИК-6 УФСИН России по Оренбургской области, находящаяся в городе Соль-Илецке). В оригинальной, американской версии сериала «Побег» третий сезон – самый короткий и состоит из 13 серий. Авторы сценария сериала «Побег. 3 сезон»: Александр Молчанов, Андрей Фадеев, Михаил Дурненков, Евгений Казачков, Мария Сапрыкина.
Съёмки 3 сезона пока отложены, так как это будет самый сложный съёмочный процесс, за прошедшие уже 2 сезона, об этом заявил сам режиссёр Константин Эрнст. Со слов Эрнста - "Оба сезона получили значительный рейтинг, были конечно недочёты, но впредь будем более внимательны! Работа над 3 сезоном пока не ведется, но думаю в скором времени мы запустим данный процесс, осталось лишь подобрать нужные конструкции!" В 2014 году официально заявили, что продолжения не будет

## В ролях
- Юрий Чурсин — Алексей Викторович Чернов («Малёк») (прототип — Майкл Скофилд) Инженер в одной из строительных компаний. Невероятно умён и расчётлив. В критические моменты демонстрирует чудеса находчивости и смекалки. Сочетая свои качества с осторожностью проявляет крайнюю эффективность в реализации запланированного. Своим образованием обязан брату, вечному должнику, пьянице и дебоширу. На протяжении всего первого сезона Алексей раскрывается как человек невероятно дальновидный и осведомлённый. После побега с восьмерыми заключёнными отправился на поиск алмазов, о которых он узнал от умирающего Соломона. Пытаясь выбраться в Крым, неожиданно встречается с отцом, хоть и на короткое время. Вместе с Кириллом и Надей добывают информацию, необходимую для формального амнистирования Панина, содержание которой к тому же заставляет международную преступную группировку свернуть свою операцию по выдвижению своего кандидата в президенты Российской Федерации. По сути Чернов фактически уничтожил всё, ради чего была направлена подстава Кирилла. Был захвачен спецназовцами в 38 серии при попытке спасти Надю.
- Владимир Епифанцев — Кирилл Викторович Панин, брат Алексея Чернова (прототип — Линкольн Барроуз)
- Дана Агишева — Надежда Борисовна Соболева, доктор ИТУ № 24, подруга Алексея Чернова (была захвачена спецназовцами в 38 серии) (прототип — доктор Сара Танкреди)
- Екатерина Климова — Светлана Геннадьевна Дунаева, адвокат, подруга Кирилла Панина (убита людьми из ОСО) (прототип — Вероника Донован)
- Владимир Капустин — Александр Сорокин, член организации «Проект Правосудие» (убит Вахой) (прототип — Ник Саврин)
- Сергей Угрюмов — Александр Владимирович Маканин, майор ОСО, 2 сезон (арестован в 38 серии) (прототип — Александр Махоун)
- Владимир Юматов — Владимир Иванович Попов, в 1 сезоне — полковник, начальник ИТУ № 24 (прототип — директор тюрьмы Фокс Ривер Генри Поуп)
- Тимофей Трибунцев — Фёдор Сергеевич Беленко, в 1 сезоне — майор, заместитель начальника и начальник службы охраны ИТУ № 24, во 2 сезоне — сотрудник ОСО (в первый раз арестован по подозрению в убийстве бывшего коллеги Сычёва, далее осуждён и оправдан. Во второй раз арестован по подозрению в убийстве и переведён вместе с «Логопедом» в тюрьму «Чёрный Лебедь») (прототип — Брэд Беллик)
- Марина Блейк — Валентина Фёдоровна Кочеткова, министр финансов, преемница Маценко, кандидат в президенты Российской Федерации (прототип — Кэролайн Рэйнолдс) Так как Валентина Фёдоровна не планировалась на первые роли, а была лишь сторонницей государственного заговора, поначалу в ней никто не разглядывал ни потенциального соперника, ни сильного союзника. Поняв, что предвыборная кампания может помочь ей подняться в глазах зачинщиков заговора, предлагает выставить Каратаева — действительного ставленника заговорщиков, политическим преступником, организовавший убийство её предшественника. В результате, несмотря на всю опасность игры, которую она затеяла с теневым правительством, она выбивается в кандидаты на пост президента, получая генерала Соболева, который нанимал её убийцу, в фактическое распоряжение на предвыборной гонке. Из-за вмешательства беглого Чернова, раскрывшего политический заговор с нею в центре, вынуждена снять свою кандидатуру.
- Азиз Бейшеналиев — Александр Фёдорович Лаптандер, подручный и секретарь Кочетковой, посланный людьми, стоящими «над ней» (убит Соболевой) (прототип — Уильям «Билл» Ким)
- Юрий Тарасов — Константин Оскарович Галдаев, работник спецслужб (предполагается, что он застрелился, но, опираясь на американский сериал, вероятно всего, что он остался жив) (прототип — Пол Келлерман)
- Андрей Фролов — Дмитрий Кольцов, работник спецслужб (убит Галдаевым) (прототип — Дэниел Хейл)
- Александр Лойе — Сергей Николаевич Новиков, работник спецслужб (скончался от травм, полученных после падения в колодец) (прототип — Куинн)
- Евгений Мундум — Арчил Михайлович Кобахидзе («Коба»), вор в законе (убит Маканиным во 2 сезоне, 4 серия) главный в группировке «московских»(прототип — Джон Абруцци)
- Леван Мсхиладзе — Баграм Чапурия, один из главарей преступной группировки «Кобы» (избит охранниками в ИТУ № 24 по приказу «Кобы») (прототип — Филли Фальцонне)
- Виталий Кищенко — Владимир Александрович Хлынов («Логопед») (арестован в последней серии 2 сезона) (прототип — Теодор Бэгвелл)
- Нодар Сирадзе — Алим Имраевич Куртоглу («Налим») (прототип — Фернандо Сукре)
- Максим Зыков — Михаил Макеев («Цыган») из группировки «уральских» (прототип — Бенджамин «Си-Ноут» Франклин)
- Юрис Лауциньш — Соломон Фридман —  Беня «Ювелир» (скончался от потери крови в 22 серии) (прототип — Чарльз Вестморленд —  Ди Би Купер)
- Дмитрий Волкострелов — Юрий Пичуга (убит Маканиным во 2 сезоне, 6 серия) (прототип — Дэвид Аполскис «Изгой»)
- Андрей Феськов — Арсений Комаров («Комар») (сбросился с высокого здания, спасаясь от преследования во 2 сезоне, 9 серия) (прототип — Чарльз Хейуэр «Псих»)
- Евгений Косырев — Иван Шамрай (Ванька Толстый) (прототип — Манче Санчез)
- Алексей Огурцов — Виктор Семёнович Храмов («Костыль»)
- Антон Ескин — Тимофей Петрович Рящиков(«Гиббон») (прототип — Кристофер Троки 1 сезон/Бэнкс 2 сезон)
- Владимир Качан — Борис Каратаев, беглый олигарх и один из возможных кандидатов в Президенты России (отравлен по приказу Кочетковой)
- Дмитрий Титов — Борис Михайлович Соболев, генерал-лейтенант, член Совета Федерации, отец Надежды Соболевой (убит агентами ОСО) (прототип — Фрэнк Танкреди)
- Александр Базоев — Андрей Владимирович Маценко, министр финансов (озвучивание: Рудольф Панков) (убит Галдаевым) (прототип — Терренс Стэдман)
- Инна Пиварс — Малышева (убита Лаптандером)
- Сергей Романович — Максим Панин, сын Кирилла и Натальи Паниных (прототип — Элджей Барроуз)
- Анна Чиповская — Алёна Шевченко, торговка из Ростова-на-Дону (прототип — Дебора Джин Белль — студентка направлявшаяся в Юту)
- Анастасия Макеева — Элла, коллега Виктора Панина (прототип — Джейн Филлипс)
- Александр Ляпин — Василий Шубин, охранник ИТУ № 24 (убит «Логопедом» возле камеры Соломона) (прототип — Тайлер Роберт «Боб» Хадсон)
- Глеб Иванов — Борисов, сержант, охранник ИТУ № 24 (влюблен в секретаря Анну) (прототип — Луи Паттерсон)
- Анатолий Пашинин — Борис Сычёв старший сержант, охранник ИТУ № 24 (убит «Логопедом» в гостинице 2 сезон) (прототип — Рой Гири)
- Виктор Васильев — Леонид Игнатов, сержант, охранник ИТУ № 24 (прототип — Кит Столте)
- Евгений Потапенко — Федотов, младший сержант охранник ИТУ № 24
- Олег Вавилов — Виктор Константинович Панин, отец Алексея Чернова и Кирилла Панина (ранен Маканиным, скончался от потери крови) (прототип — Альдо Барроуз)
- Фёдор Румянцев — криминалист
- Дарья Дроздовская — Наталья Панина, бывшая жена Кирилла, мать их сына Максима (убита Кольцовым) (прототип — Лиза Рикс)
- Ростислав Бершауэр — Юрий, муж Натальи Паниной (убит Галдаевым) (прототип — Эдриан Рикс)
- Анна Банщикова — Лариса, сестра «Логопеда», жена «Бомбея», мать Антона (убита Вахой 1 сезон)
- Дмитрий Медведев — «Бомбей», свояк «Логопеда», муж Ларисы, из группировки «московских» (убит «Цыганом») (прототип — Джейсон Бьюкенен «Мэйтаг»)
- Павел Басов — «Атос»  из группировки «уральских»
- Евгений Атарик — «Батон» подручный «Кобы», новый подручный Баграма, из группировки «московских», бригадир на тюремных работах (прототип — Гас Фиорелло)
- Светлана Мамрешева — Оксана, стриптизерша, фиктивная жена Чернова (прототип — Ника Волек)
- Олег Ковалов — Виктор
- Нина Есина — Рая, жена «Налима» (прототип — Мэррикруз Дельгадо)

### В эпизодах
- Владимир Храбров — Артем Сергеевич Золотов, правозащитник(убит Галдаевым, 1 сезон) (прототип — епископ Макморроу)
- Наташа Фенкина — Лена, подруга Шершнева (похищена и убита Галдаевым, 1 сезон) (прототип — Летиция Баррис)
- Никита Тезин — Завьялов «Гусь» (покончил с собой из-за издевательств «Логопеда» 1 сезон) (прототип — Сэт Хоффнер «Вишня»)
- Анатолий Филиппов — Валерий Бушуев («Буш»), кореш «Логопеда», жил в городе Протвино, присматривал за Ларисой и её сыном Антоном(убит Вахой) (прототип — Джеймс Бэгвелл)
- Константин Котляров — Маковеенко («Макоша») сокамерник Пичуги (прототип — Бальц Джонсон «Адвокат»)
- Надежда Меньшова — Любовь, медсестра ИТУ № 24, коллега Надежды (прототип — Кэти Уэлч)
- Олег Клёнов — Фуронковский («Фура»), работает на тюремных работах, из группировки «московских»
- Владимир Майсурадзе — Ваха, подручный «Кобы» на воле, 1-2 сезон (прототип — Маджио)
- Игорь Гаспарян — заключённый, завладевший ключами от камер, один из «зачинщиков бунта из 188-й»
- Владимир Бегма — Игорь Копылов, свидетель двойного убийства «Кобы» (прототип — Отто Фибоначчи)
- Евгений Данчевский — батюшка в тюрьме (прототип — Преподобный Мейлор)
- Ирина Ильинская — Ольга, сожительница «Логопеда», сдавшая его в милицию (прототип — Сьюзен Холландер)
- Алексей Фаддеев — Сергей, жених Раи (прототип — Гектор Авилло)
- Анна Легчилова — Зина, жена «Кобы»  (прототип — Сильвия Абруцци)
- Александр Карпов — начальник отдела внутренней безопасности
- Владимир Зайцев — полковник, новый начальник ИТУ № 24 (прототип  — Эд Павеллка)
- Роман Агеев — Геннадий, новый заместитель начальника и начальник службы охраны ИТУ № 24
- Анна Тришкина — Анна, секретарша Попова, сержант (влюблена в сержанта Борисова) (прототип — Бэкки Гербер)
- Мария Бурляева — Марина Кольцова, жена Дмитрия (прототип — Эллисон Хейл)
- Наталья Санько  — Валентина Попова, жена директора тюрьмы (прототип —  Джуди Поуп)
- Антон Эльдаров — Сурик, двоюродный брат Алима, 2 сезон (прототип — Пити Кордеро)
- Наталья Кулинкина — Александра, вдова, работница паспортного стола (убита «Логопедом», 2 сезон) (прототип — Дениз)
- Борис Каморзин — хирург, оперировавший «Логопеда» (убит «Логопедом», 2 сезон) (прототип — доктор Марвин Гудатт)
- Екатерина Стриженова — Жанна, директор аэроклуба «Карат» в Корсуново  (прототип — Джанетт Оуэнс)
- Агния Кузнецова — дочь Жанны, лейтенант милиции  (прототип — офицер полиции Энн Оуэнс)
- Вероника Лысакова — Маша, дочь «Кобы»  (прототип — Николь Абруцци)
- Евгений Филичкин — Отарик, сын «Кобы»  (прототип — Джон Абруцци мл.)
- Анна Здор — Дарья Макеева, жена «Цыгана»  (прототип — Кейси Франклин)
- Александр Соловьёв — дежурный на штрафстоянке(2 сезон)  (прототип — Чак)
- Светлана Устинова — девушка из Райского (прототип — Саша)
- Михаил Самохвалов — председатель комиссии
- Дмитрий Борисов — ведущий информационной программы (камео)
- Юлия Панкратова — ведущая информационной программы (камео)
- Галина Стаханова — Корнеева (слепая старушка в деревне, в её дом забрёл Комаров и похитил у неё картину, 2 сезон)
- Григорий Маслов — татуировщик (нанес татуировки с планом побега на тело Алексея Чернова 1 сезон, допрошен Маканиным 2 сезон)
- Павел Кипнис — Павел Владимирович Михайлов, судья
- Вероника Вернадская — девушка в подъезде жилого дома
- Андрей Лебедев — руководитель группы анонимных алкоголиков
- Всеволод Спасибо —  Алексей Чернов в детстве
- Марина Засухина — секретарша Маша, работает у Светы
- Андрей Свиридов — заключённый, тюремный хормейстер
- Ян Цапник — телевизионный корреспондент с «Первого канала»
- Юрий Лопарёв — охотник в лесу (озвучивание: Александр Груздев)

## Съёмочный процесс
- Для каждой съёмки Юрию Чурсину рисовали татуировку с планом тюрьмы одновременно 5 человек, у которых уходило на это 6 часов[источник не указан 3144 дня].
- Одну из эпизодических ролей в фильме сыграл настоящий заключённый, проведший за решёткой 17 лет[2].
- Дана Агишева специально для съёмок училась делать уколы и ставить капельницы[2].
- Декорации ИТУ № 24 — это собирательный образ. За основу создатели фильма брали питерские «Кресты» как самую образную тюрьму. Тюрьма, показанная в фильме, старая, из красного кирпича, в форме креста. Для натурных съёмок нашли похожую тюрьму в Нижнем Новгороде[2]. Для того, чтобы снять несколько эпизодов в этой тюрьме, собирали разрешение в течение 6 месяцев, а разрешили снимать только 1 день[3].

## Критика
По мнению критиков, российский «Побег» является неудачной попыткой переделать оригинальный сюжет американского сериала под российские реалии. Ими отмечается, что сюжет, созданный Полом Шёрингом и Моникой Мейсер (включены в начальные титры российского сериала как авторы оригинальной идеи и сценария соответственно), является одним из немногих плюсов российского аналога. Критике подвергаются игра большинства актёров, их неспособность создать образы колоритных персонажей, сопоставимых с героями американского сериала, операторская работа, декорации, полная калька многих диалогов героев, полное заимствование музыкального ряда, слабость сюжетных линий (которые приходилось подстраивать под российские реалии), скомканность собственно сюжета.